# ليونارد آرثر كريستيان
ليونارد آرثر كريستيان هو طيار بطل كندي، ولد في 9 مايو 1889 في آرمسترونغ ‏ في كندا، وتوفي في 24 يناير 1955 في فانكوفر في كندا.